# Rotacional

Exemple de camp vectorial

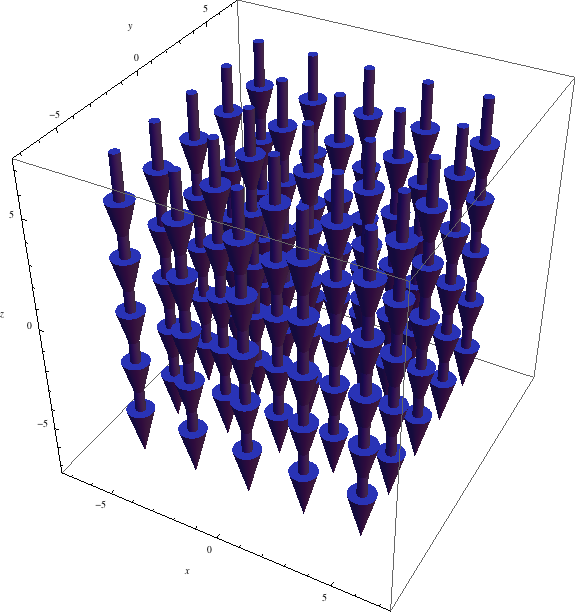
Rotacional d'aquest camp d'exemple

En càlcul vectorial, el rotacional és un operador vectorial que proporciona la velocitat de rotació d'un camp vectorial respecte a un punt determinat. Un camp vectorial el rotacional del qual és zero a tot arreu s'anomena irrotacional.
Formalment el rotacional s'expressa com
{\displaystyle \nabla \times }
on {\displaystyle \nabla } és l'operador nabla. Evidentment aquest operador s'aplica sobre un camp vectorial, de manera que el rotacional d'un camp vectorial F s'expressa com
{\displaystyle \nabla \times \mathbf {F} }
Descompost en coordenades cartesianes, {\displaystyle \nabla \times \mathbf {F} } és (suposant F format per [Fx, Fy, Fz]):
{\displaystyle {\begin{pmatrix}{\frac {\partial F_{z}}{\partial y}}-{\frac {\partial F_{y}}{\partial z}}\\\\{\frac {\partial F_{x}}{\partial z}}-{\frac {\partial F_{z}}{\partial x}}\\\\{\frac {\partial F_{y}}{\partial x}}-{\frac {\partial F_{x}}{\partial y}}\end{pmatrix}}}
Malgrat estar expressat en coordenades, el resultat és invariant sota rotacions pròpies dels eixos de coordenades. Nogensmenys, el resultat s'inverteix sota reflexions.
Una altra forma d'expressar el resultat és com el determinant de la matriu
{\displaystyle {\begin{pmatrix}\mathbf {i} &\mathbf {j} &\mathbf {k} \\\\{\frac {\partial }{\partial x}}&{\frac {\partial }{\partial y}}&{\frac {\partial }{\partial z}}\\\\F_{x}&F_{y}&F_{z}\end{pmatrix}}}
on i, j, i k són els vectors unitaris en els eixos x, y i z, respectivament.
En la notació d'Einstein, amb el símbol de Levi-Civita s'expressa com
{\displaystyle (\nabla \times F)_{k}=\epsilon _{k\ell m}\partial _{\ell }F_{m}}

## Exemples
- En un camp vectorial que descrigui les velocitats lineals de cada punt d'un disc en rotació, el rotacional té un valor constant arreu del disc.
- Si descrivíssim una autopista amb un camp vectorial, i cada carril tingués límits de velocitat diferents, el rotacional a la frontera entre els diferents carrils seria diferent de zero.
- La llei de Faraday de la inducció, una de les equacions de Maxwell, es pot expressar de forma simple mitjançant el rotacional: afirma que el rotacional d'un camp elèctric és igual al ritme de canvi de la densitat de flux magnètic (amb el signe canviat).